# Tyrrell 001
El Tyrrell 001 es un coche de carreras de Fórmula 1 que fue diseñado por el diseñador jefe de Tyrrell Racing, Derek Gardner y utilizado a finales de la temporada de Fórmula 1 de 1970 y principios de 1971. El coche compitió en cinco Grandes Premios, abandonando en cuatro ocasiones y logrando un segundo puesto.

## Desarrollo
Cuando Ken Tyrrell, el propietario del equipo, se desilusionó con el pobre rendimiento del chasis del March durante la temporada de 1970, decidió diseñar y construir su propio coche. Contrató a Derek Gardner para diseñarlo en secreto en su propia casa. Tyrrell había utilizado el chasis Matra en 1969, pero la adquisición de Matra por parte de Chrysler hizo que continuar utilizando los motores Ford Cosworth DFV preferidos con el chasis Matra fuera poco práctico. El proyecto, cuyo nombre en código "SP", que significaba "Proyecto especial", le costó a Tyrrell más de £ 22.000 de su propio dinero.

## Historia

### 1970
El coche resultante hizo su debut en Oulton Park en una carrera fuera del campeonato, pero se retiró; el coche se presentó demasiado tarde en la temporada para marcar alguna diferencia en el campeonato; Compitió en las últimas tres rondas de la temporada en Norteamérica. Jackie Stewart obtuvo la pole en el Gran Premio de Canadá pero se retiró por falla en un eje mientras lideraba, Stewart lideró nuevamente en el Gran Premio de Estados Unidos cuando el auto sufrió una fuga de aceite. El Gran Premio de México se retrasó debido a que la gran multitud de 200.000 personas resultó difícil de controlar, lo que casi obligó a la cancelación de la carrera. Estaban apiñados frente a las barandillas, se sentaron al borde de la vía y corrieron a través de la vía. A pesar de los apasionados llamamientos de Stewart y del héroe local Pedro Rodríguez, todavía seguían siendo problemáticos. Stewart tuvo una falla en la suspensión causada por atropellar a un perro.

### 1971
Stewart consiguió la pole en el Gran Premio de Sudáfrica , pero terminó segundo detrás del Ferrari de Mario Andretti. Stewart corrió con el Tyrrell 003 durante el resto de la temporada. Peter Revson condujo la última carrera del 001 en el Gran Premio de Estados Unidos, pero se retiró por una falla en el embrague.

## Galería

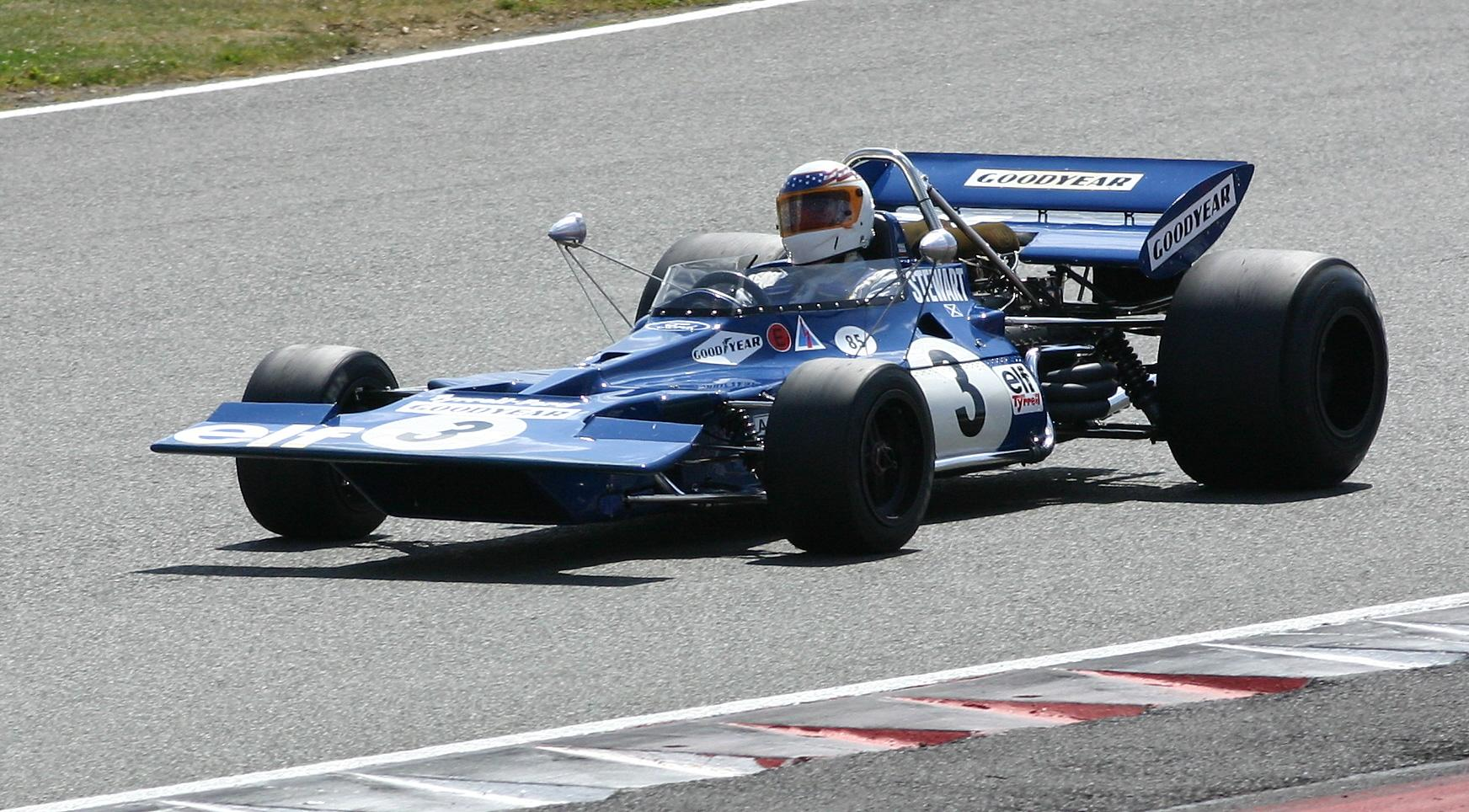
Tyrrell 001 en el Silverstone Classic de 2008
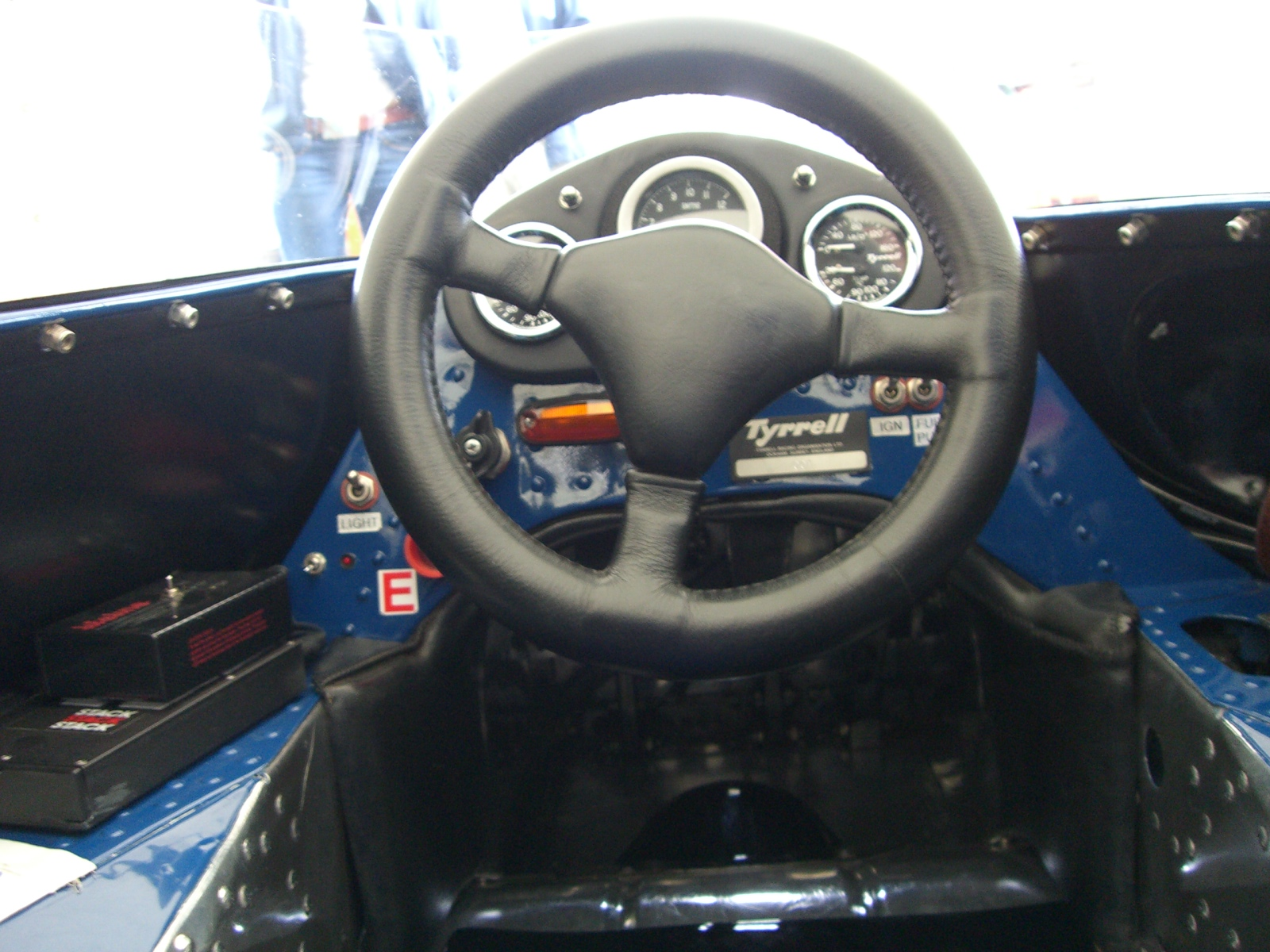
La cabina del Tyrrell 001

## Resultados
(Clave) (negrita indica pole position) (cursiva indica vuelta rápida)

| Año     | Equipo           | Ruedas | Pilotos        | Carreras | Carreras | Carreras | Carreras | Carreras | Carreras | Carreras | Carreras | Carreras | Carreras | Carreras | Carreras | Carreras | Pts | Pos, |
| Año     | Equipo           | Ruedas | Pilotos        | RSA      | ESP      | MON      | BEL      | NED      | FRA      | GBR      | GER      | AUT      | ITA      | CAN      | USA      | MEX      | Pts | Pos, |
| ------- | ---------------- | ------ | -------------- | -------- | -------- | -------- | -------- | -------- | -------- | -------- | -------- | -------- | -------- | -------- | -------- | -------- | --- | ---- |
| 1970    | Elf Team Tyrrell | D      | Jackie Stewart |          |          |          |          |          |          |          |          |          | PO       | Ret      | Ret      | Ret      | 0   | -    |
| 1971    | Elf Team Tyrrell | G      |                | RSA      | ESP      | MON      | NED      | FRA      | GBR      | GER      | AUT      | ITA      | CAN      | USA      |          |          | 73† | 1°   |
| 1971    | Elf Team Tyrrell | G      | Jackie Stewart | 2        |          |          |          |          |          |          |          |          |          |          |          |          | 73† | 1°   |
| 1971    | Elf Team Tyrrell | G      | Peter Revson   |          |          |          |          |          |          |          |          |          |          | Ret      |          |          | 73† | 1°   |
| Fuente: |                  |        |                |          |          |          |          |          |          |          |          |          |          |          |          |          |     |      |

- *Se obtuvieron 6 puntos utilizando el Tyrrell 001; los otros 67 puntos se obtuvieron utilizando el Tyrrell 002 y Tyrrell 003.